# Den Polske Familieliga
Den Polske Familieliga (Polsk: Liga Polskich Rodzin, LPR) er et polsk, konservativt, politisk parti.
Partiet var repræsenteret i den polske Sejm fra 2001 til 2007 hvor de mistede alle deres mandater. Partiet var en del af Regeringen Jarosław Kaczyński indtil regeringen gik i opløsning i september 2007. Ved Polens parlamentsvalg 2007 formåede partiet ikke at komme over den polske spærregrænse på 5%. De formåede ej heller at opnå de 3% af stemmerne som det kræves for at et polsk parti kan modtage partistøtte. Siden da har deres politiske indflydelse været minimal.